# Oeneis semplei
Oeneis semplei är en fjärilsart som beskrevs av Holland 1930. Oeneis semplei ingår i släktet Oeneis och familjen praktfjärilar. Inga underarter finns listade i Catalogue of Life.